# Miljötidningen
Miljötidningen ges ut av Jordens Vänner. Miljötidningen är Jordens Vänners medlemstidning och utkommer minst fem gånger per år. Varje nummer har ofta ett visst tema, som exempelvis trafik, regnskog, privatisering och klimat. Tidningen ska informera om Jordens Vänners verksamhet både i Sverige och utomlands, men också bevaka miljö- och solidaritetsfrågor. Syftet med Miljötidningen är att ge fördjupad kunskap, inspirera till aktivt engagemang och samtidigt beakta både genus- och intersektionalitetsperspektiv i sin bevakning.
Tidskriften startades 1977 av Miljöförbundet, vilket 1995 sammanslogs med Jordens Vänner till Miljöförbundet Jordens Vänner. Namnet kortades 2011 till Jordens Vänner.